# National Trust for Scotland
La National Trust for Scotland (Fondo Nacional para  Escocia), o NTS, es una asociación sin ánimo de lucro, con el objetivo de conservar y revalorizar monumentos y lugares interés, se describe como "la organización de  caridad para la conservación que protege y promueve el patrimonio natural y cultural de Escocia, para que las generaciones presentes y futuras gocen de él". 
Fue establecido en el año 1931 y (en 2004) tenía 500 empleados, 266.000 miembros, y 1.7 millones de visitantes registrados. Es el equivalente a la Fundación Nacional para Lugares de Interés Histórico o Belleza Natural (National Trust for Places of Historic Interest or Natural Beauty) que cumple esta misma función en Inglaterra, Gales, y Irlanda del Norte y otra Confianzas nacionales por todo el mundo.
La NTS posee y administra alrededor de 120 propiedades y 760 kilómetros cuadrados de tierra: castillos, viviendas pequeñas antiguas, sitios históricos, jardines y áreas rurales alejadas. La mayoría de los monumentos y de los espacios abiertos al público, están abiertos durante todo el año pero los edificios se pueden visitar generalmente solamente de Pascua a octubre, a veces solamente por las tardes.
Originalmente, la NTS poseyó más bien propiedades que áreas de "Patrimonio Nacional". Cuando la NTS adquirió la gerencia de propiedades rurales hubo controversias referentes la localización de los centros del visitante, la colocación de postes indicadores, etc. Sin embargo, la NTS ha aprendido a adoptar una postura de  acercamiento más sensible, en el sentido de quitar algunas instalaciones intrusas tales como el centro del visitante de la original cañada Coe. Había una cierta controversia cuando el primer encargado del nuevo centro fue Campbell, vista por algunos como una instalación inadecuada, dado los acontecimientos del pasado que aquí tuvieron lugar.
La característica de ser miembro anual de la NTS, le da derecho de entrada libre a las propiedades y los "boletos de visita" estarán disponibles para el visitante a más corto plazo. El ser miembro de la National Trust inglesa también proporciona la entrada libre a las propiedades de la NTS en Escocia y viceversa.

## Una visita típica a un castillo
Una propiedad típica, por ejemplo Crathes Castle, tendrá zonas que se puedan visitar sin cargo (o con una donación en la caja de donativos). Aunque es probable que se cobre una pequeña cantidad por el estacionamiento del vehículo, visitando un jardín vallado, o viajando al castillo por cuenta propia. Hay generalmente tránsitos delimitados en las zonas de visita y un patio de juego para los niños.
Los visitantes pueden hacer el recorrido dentro de un castillo al ritmo que prefieran, leyendo las tablillas de los puntos de información a su aire. Hay personal y voluntarios en muchos cuartos que contestan a cualquier pregunta. En las horas reservadas (en medio de semana, fuera de días de fiesta) es más probable que los viajes con guía puedan estar disponibles. El guía puede ser un empleado fijo del castillo, en este caso estará muy bien informado. La NTS procura demostrar unos lugares lo más propiamente posible, no como un museo, sino como el castillo estaba realmente en su tiempo de esplendor. Incluso así pues, hay áreas inevitablemente que están cerradas y puntos de exhibición modernos, que probablemente serán un cuarto de té y una tienda de regalos.
Algunas propiedades ofrecen actividades para niños tales como concursos y talleres. 

## Una selección de propiedades de la NTS
- Bannockburn, lugar de la batalla
- Ben Lawers, montaña de 1214 m
- Branklyn Garden, un jardín familiar en Perth
- Castillo de Brodick, una plaza fuerte histórica en la isla de Arrán
- Castillo de Craigievar, ruinas de un castillo del siglo XVII de Barón inglés
- Castillo de Crathes, pequeño castillo del siglo XVI
- Culloden, lugar de la batalla de batalla
- Castillo de Culzean, castillo del siglo XVIII de Robert Adam
- Castillo de Drum, torre del siglo XIII con mansión Jacobea y rosaleda
- Fair Isle, la comunidad de la isla y un santuario de pájaros
- Falkland Palace, una residencia real de los Stuarts
- Gladstone's Land, vivienda del siglo XVII de Edimburgo
- Glen Coe, cañada salvaje, lugar de la masacre
- Hugh Miller’s Cottage, una casa de campo (cottage) del siglo XVII con el tejado de paja, hogar del autor y geólogo
- Inverewe Garden, un extenso jardín botánico
- Saint Kilda, archipiélago deshabitado en el Atlántico Norte.